# دهستان طریق‌الاسلام
طریق الاسلام، دهستانی است از توابع بخش مرکزی شهرستان نهاوند در استان همدان ایران.مرکز این دهستان روستای دهفول می‌باشد .

## جمعیت
براساس سرشماری سال ۱۳۸۵ جمعیت آن ۱۳٬۹۵۶ نفر (۳٬۶۰۳ خانوار) بوده‌است.